# Wełnianek uszaty
Wełnianek uszaty (Chrotopterus auritus) – gatunek dużej wielkości drapieżnego nietoperza z rodziny liścionosowatych (Phyllostomatidae) i monotypowego rodzaju wełnianek (Chrotopterus). Zamieszkuje głównie lasy mgliste i tropikalne lasy deszczowe oraz lasy liściaste zrzucające liście na zimę w niemal całej Ameryce Środkowej i Południowej. Znane są szczątki z plejstocenu. Odżywia się w szczególności mniejszymi kręgowcami, np. jaszczurkami, małymi ptakami, ryjówkowatymi i myszowatymi, również mniejszymi nietoperzami. Swe ofiary konsumuje w spokoju w swoim legowisku. W Czerwonej księdze gatunków zagrożonych Międzynarodowej Unii Ochrony Przyrody i Jej Zasobów został zaliczony do kategorii LC (Least Concern).

## Taksonomia

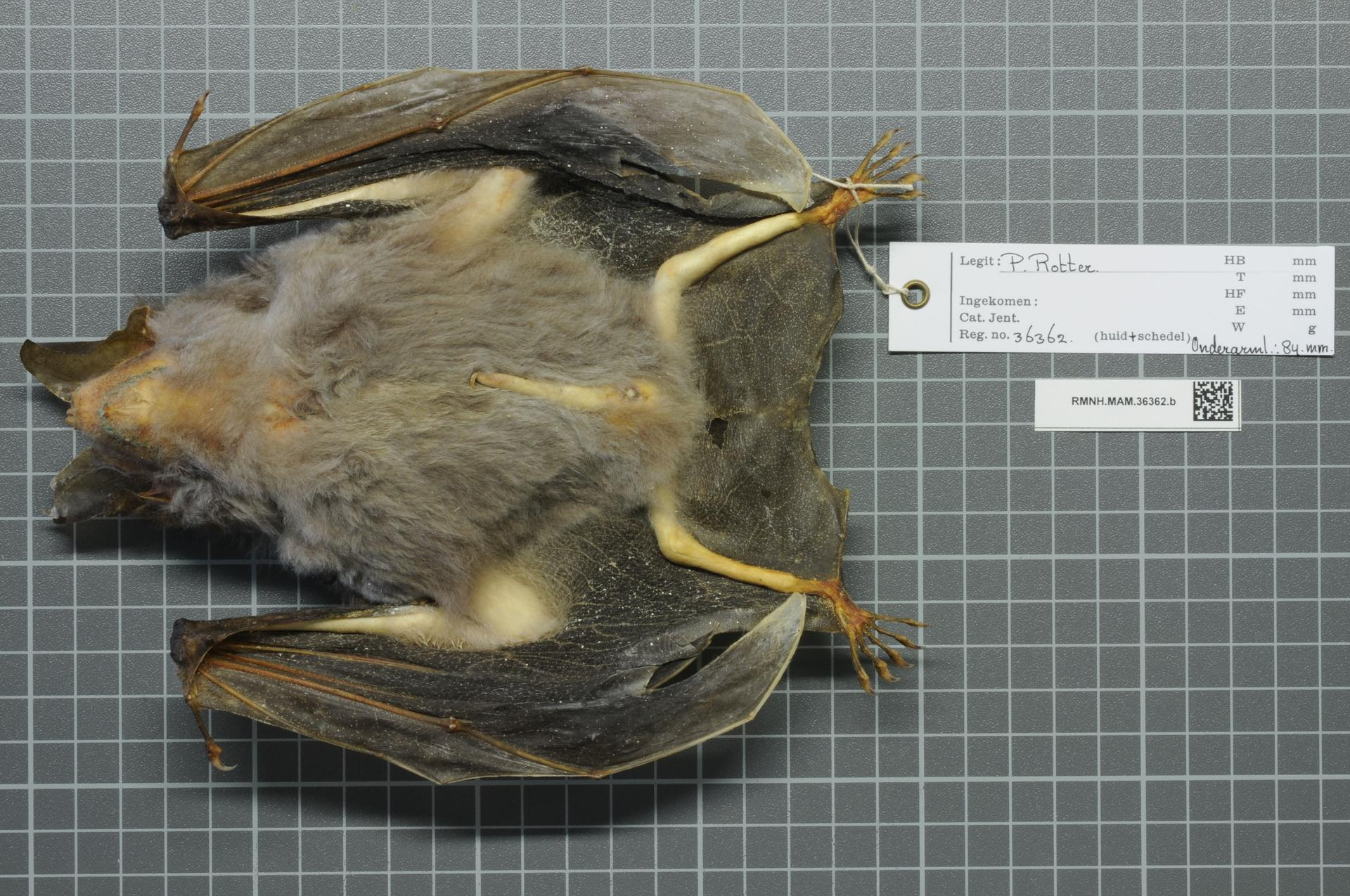
skóra okazu muzealnego

Gatunek naukowo opisał według nazewnictwa binominalnego Wilhelm Karl Peters w 1856 roku jako Vampyrus auritus. Autor jako miejsce typowe wskazał Meksyk. Nietoperz 9 lat później, przez tego samego przyrodnika, został przeniesiony do rodzaju wełnianek (Chrotopterus), którego jest obecnie jedynym przedstawicielem. Po dogłębniejszej rewizji taksonomicznej u tego gatunku nie wyróżnia się podgatunków, chociaż niektórzy autorzy w 1979 wyróżniali Ch. a. australis i Ch. a. guianae, które zostały opisane w tej samej pracy przez Oldfielda Thomasa w 1905 roku. Wełnianka uszatego zalicza się do plemienia Vampyrini w obrębie podrodziny liścionosów (Phyllostominae). Do tego samego plemienia przydziela się widmowca wielkiego (Vampyrum spectrum) i dwa gatunki z rodzaju mimon (Mimon); do roku 2014 zaliczano tu jeszcze trzy inne gatunki nietoperzy, nadawano im przynależność do rodzaju Mimon, ale obecnie klasyfikuje się je w rodzaju Gardnerycteris i plemieniu Phyllostomini.
Nazwa Chrotopterus pochodzi z greki i oznacza „skóroskrzydły” od gr. χρως khrōs, χρωτος khrōtos „skóra”; -πτερος -pteros „-skrzydły”, od πτερον pteron „skrzydło”. Natomiast auritus tłumaczy się jako „z wielkimi uszami”, „długouchy”.

## Występowanie
Gatunek szeroko rozprzestrzeniony, występuje od południowego Meksyku (od stanów Veracruz i Oaxaca oraz półwyspu Jukatan) przez Amerykę Centralną do Ameryki Południowej tj. Kolumbii, Wenezueli, krajów regionu Gujana (Gujana, Surinam i Gujana Francuska), Brazylii, Ekwadoru, wschodniego Peru, Boliwii, Paragwaju i północnej Argentyny; pomimo rozległego zasięgu występowania liścionos ten tylko w niektórych miejscach jest pospolitym gatunkiem.
Czaszka oraz dwie żuchwy znalezione w Lara Cave na półwyspie Jukatan zdają się należeć do gatunku Chrotopterus auritus. Inna żuchwa, odkopana spod 30 cm gleby (także z Jukatanu), może być stosunkowo młoda (datuje się ją na prawie współczesność), zaś najstarsze skamieniałości, które mogą przynależeć do tego nietoperza, pochodzą prawdopodobnie z osadów plejstoceńskich (28 400 lat temu) i wczesnoholoceńskich. Szczątki bardziej kompletne można znaleźć w brazylijskim stanie Minas Gerais.

## Morfologia

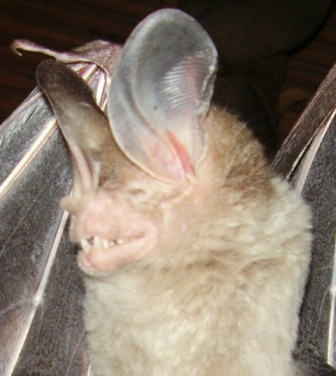
Wełnianek uszaty (Pará, północna Brazylia)

Długość ciała od 103 do 122 mm; ogon rzadko występuje, ale jeśli jest, to osiąga 7–17 mm; ucho może mierzyć od 40 do 48 mm; długość stopy tylnej 21–26 mm; przedramię 78–86 mm; masa ciała 66–96 g. Dość duży nietoperz (obok widmowca wielkiego, liścioskórka jasnolicego oraz liścionosa okazałego największy z liścionosowatych), z pokaźnymi uszami w stosunku do wielkości ciała. Wg niektórych źródeł może występować dymorfizm płciowy, przejawiający się wielkością i większą masą samic.
Futro jest bardzo gęste, w szczególności na grzbiecie, jest ono w tonacji szarości lub cynamonowego brązu. Przód tułowia jest szary, jaśniejszy od futra na plecach. Ogon jest bardzo krótki, cienki, u niektórych okazów muzealnych nie występuje; błona ogonowa (uropatagium) sięga więc od jednej kończyny do drugiej, a ogon nie dzieli tej błony na dwie części. Uszy są długie i zaokrąglone, największe w porównaniu do innych liścionosów. Narośl na nosie (ang. Noseleaf) dobrze wykształcona; tkanka okalająca narośl jest podkowiasta, zdaje się wyglądać jak sosjerka. Dolna warga ma małe V-kształtne wcięcie. Połowa przedramienia jest owłosiona. Ostroga o wiele większa od stopy. Wzór dla garnituru chromosowego: 2n = 28, FN = 52, Chromosom X jest submetacentryczny, a chromosom Y akrocentryczny.
| Wzór zębowy | Wzór zębowy | I | C | P | M |
| ----------- | ----------- | - | - | - | - |
| 32          | =           | 2 | 1 | 1 | 1 |
| 32          | =           | 2 | 3 | 3 | 3 |

## Ekologia

### Środowisko
Przede wszystkim tropikalny las deszczowy, lasy liściaste zrzucające liście na zimę, suche lasy tropikalne oraz lasy mgliste, wszelkie tereny poniżej 2200 m n.p.m. Jest najwyraźniej wrażliwy na niepokojenie spowodowane przez człowieka, jest lokalnie rzadki, a mniejsza dostępność kryjówek i siedlisk żerowania są powodami, przez które nietoperze te rzadziej występują na danych terenach.

### Pożywienie
Wełnianek uszaty jest średniej wielkości drapieżnikiem, aczkolwiek w jego diecie występują również liście, owoce i nasiona roślin (w badaniu zaobserwowano, że te zwierzęta spożywają głównie nasiona cekropki [Cecropia], psianki [Solanum], pieprzu [Piper] i również mrzechliny [Cestrum]). W skład diety wchodzą duże bezkręgowce, szczególnie chrząszcze kózkowate (Cerambycidae), poświętnikowate (Scarabaeidae), także motyle zawisakowate (Sphinigidae), gatunek jednak poluje przede wszystkim na inne kręgowce: ptaki np. tanagrowate (Thraupidae), drozdowate (Turdidae; gatunki z rodzajów Myadestes, Cichlopsis i Entomodestes, określane po angielsku mianem solitaires), lasówkowate (Parulidae), chronkowate (Thamnophilidae) i nawet gołębiowate (Columbidae); jaszczurki z infrarzędu Gekkota, ssaki, jak torbacze z rodzaju oposek (Marmosa), myszowate (Muridae) i ryjówkowate (Soricidae); również mniejsze nietoperze (np. dużo mniejsze furiaki bezkciukowe [Furipterus horrens]). Używa sygnałów akustycznych ofiary (np. jej chód, konsumowanie) do jej namierzenia, podobnie jak czynią to konwergentnie lironosowate (Megadermatidae) ze Starego Świata. Kiedy ją namierzy, chwyta w swe skrzydła, przytrzymuje kciukiem i zadaje śmiertelny cios, zwykle jest to ugryzienie w okolicach gardła lub głowy. Ofiarę zjada do góry nogami. Często po konsumpcji ofiary pozostawia np. skrzydła, dzioby, kości czy części układu pokarmowego (jelita, żołądek). Kiedy nadchodzi pora deszczowa, przerzuca się na łatwiej dostępne bezkręgowce.

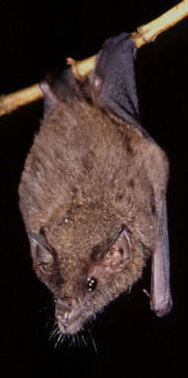
Brakogonek dżunglowy chętnie odpoczywa w towarzystwie wełnianka uszatego

### Tryb życia

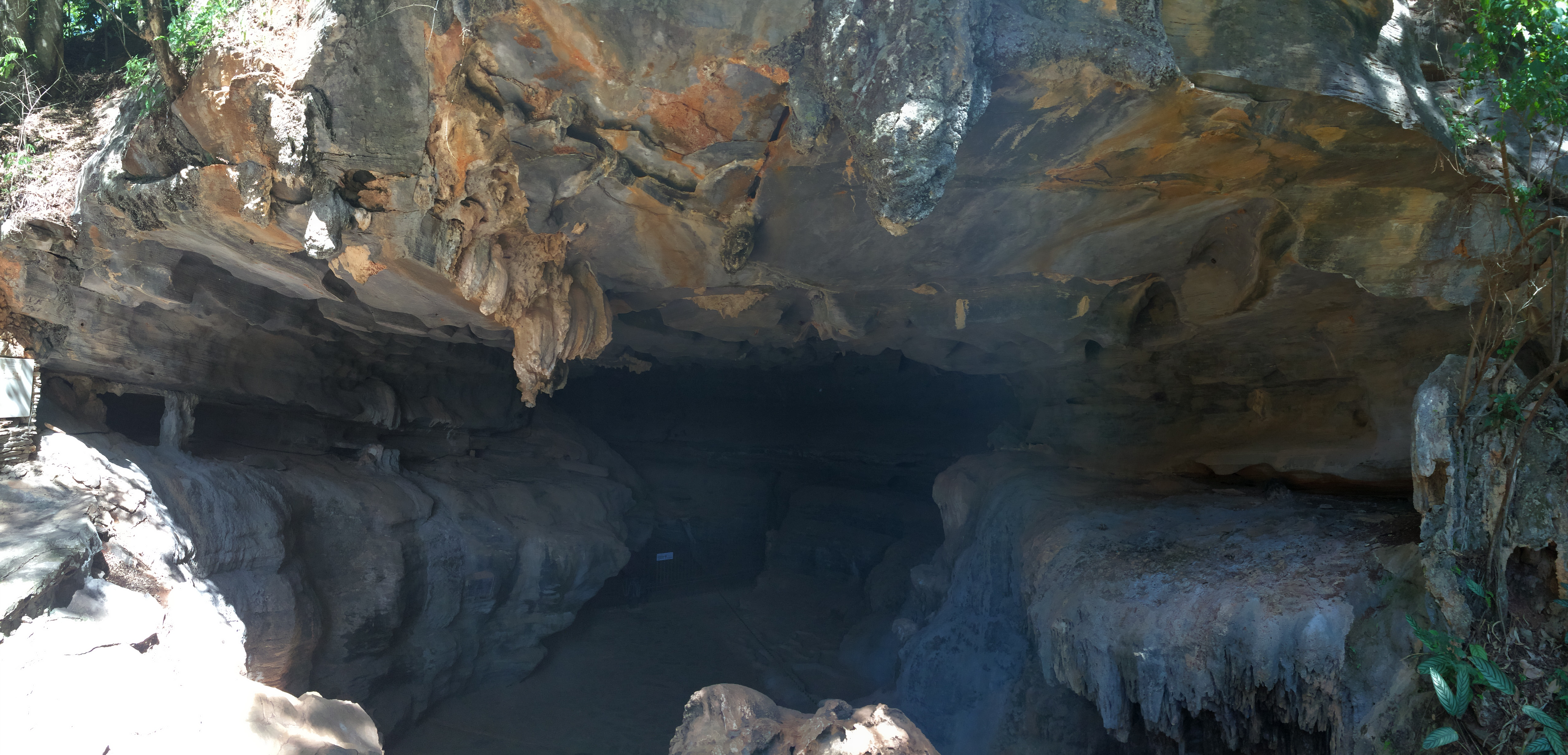
Wełnianki odpoczywają m.in. w jaskiniach

Wełnianki uszate są nocnymi zwierzętami i spędzają zwykle poza schronieniem 5 godzin, chociaż obserwowano aktywność 10-godzinną. Okresy takie mogą także być przerywane przebywaniem w alternatywnych, zastępczych schronieniach. Zanim wyruszą na łowy, przebywają w jaskiniach, budynkach (np. w zniszczonych świątyniach Majów), dziuplach, opuszczonych termitierach, czasem w grupkach złożonych z 7 osobników. Obszar żerowania śledzonej przez radio samicy z Kostaryki obejmował 4 ha lasów bagiennych w pobliżu jej schronienia w dziupli. Tymczasem obserwacje z Belize pokazują grupę osobników, które na 30 ha izolowanego terenu lasu deszczowego wylatywały na tereny godzinę po zapadnięciu zmierzchu. Unikają lotu podczas obfitego opadu, a ich najrzadszym miejscem łowów są sawanny (preferują lasy i łąki). Tym samym są dość wierne swojemu schronieniu. Przez 20 nocy monitorowania jeden osobnik przeleciał 3 km, coraz dalej oddalając się od swego areału osobniczego.
Gatunek ten dzieli swe legowiska z innych nietoperzami np. worecznikiem meksykańskim (Balantiopteryx io), psinkiem mniejszym (Peropteryx macrotis), wąsoliczkiem płowym (Pteronotus davyi), wąsoliczkiem lejkowargim (P. parnellii), wampirem zwyczajnym (Desmodus rotundus), jęzornikiem ryjówkowatym (Glossophaga soricina), liścionosem okazałym (Phyllostomus hastatus), owocowcem liścionosym (Artibeus jamaicensis), brakogonkiem dżunglowym (Anoura geoffroyi) i moloskiem brazylijskim (Tadarida brasiliensis) oraz innymi, podobnymi gatunkami, także chętnie z innymi liścionosowatymi.
Areały osobnicze meksykańskich populacji sięgają blisko 100 ha.

### Rozmnażanie
Skąpe informacje mogą świadczyć o tym, że okres godowy występuje raz do roku. Poród odbywa się na początku pory deszczowej, ale dane z Brazylii pokazują, że sezonowość nie ma dla osobników z tamtejszych terenów większego znaczenia. W niewoli ciąża trwa 7 miesięcy. Samice mogą kopulować w wieku od 11,5–16 miesięcy i miot liczy 1 młode. Noworodek waży 32% masy matki i osiąga 47% długości jej przedramienia, jest więc jednym z największym noworodków wśród liścionosowatych, u których młode raczej ważą 18,6 do 29,4%. Po urodzeniu młode wędruje na brzuch matki i tam ssie mleko przez ok. tydzień lub 2 tygodnie. W wieku 43 dni młode mogą ważyć 82% masy ciała swej matki oraz jego przedramię osiąga 99% długości przedramienia samicy. W wieku 65 dni od urodzenia matka karmi młode przeżutym pokarmem, a w wieku 95 dni pokarm podawany młodemu był pod postacią stałą.

## Status
W Czerwonej księdze gatunków zagrożonych Międzynarodowej Unii Ochrony Przyrody i Jej Zasobów został zaliczony do kategorii LC (Least Concern). Liczebność populacji nie jest znana, jest to jednak dość pospolity gatunek (tylko w Ameryce Centralnej jest rzadszy, a w Meksyku uznawany za zagrożony), trend populacji wydaje się stabilny. Nie wymienia się żadnych zagrożeń, nie jest wykorzystywany w handlu. Prowadzi się za to akcje na rzecz ochrony środowiska, gdzie ten nietoperz występuje.